# Librettó

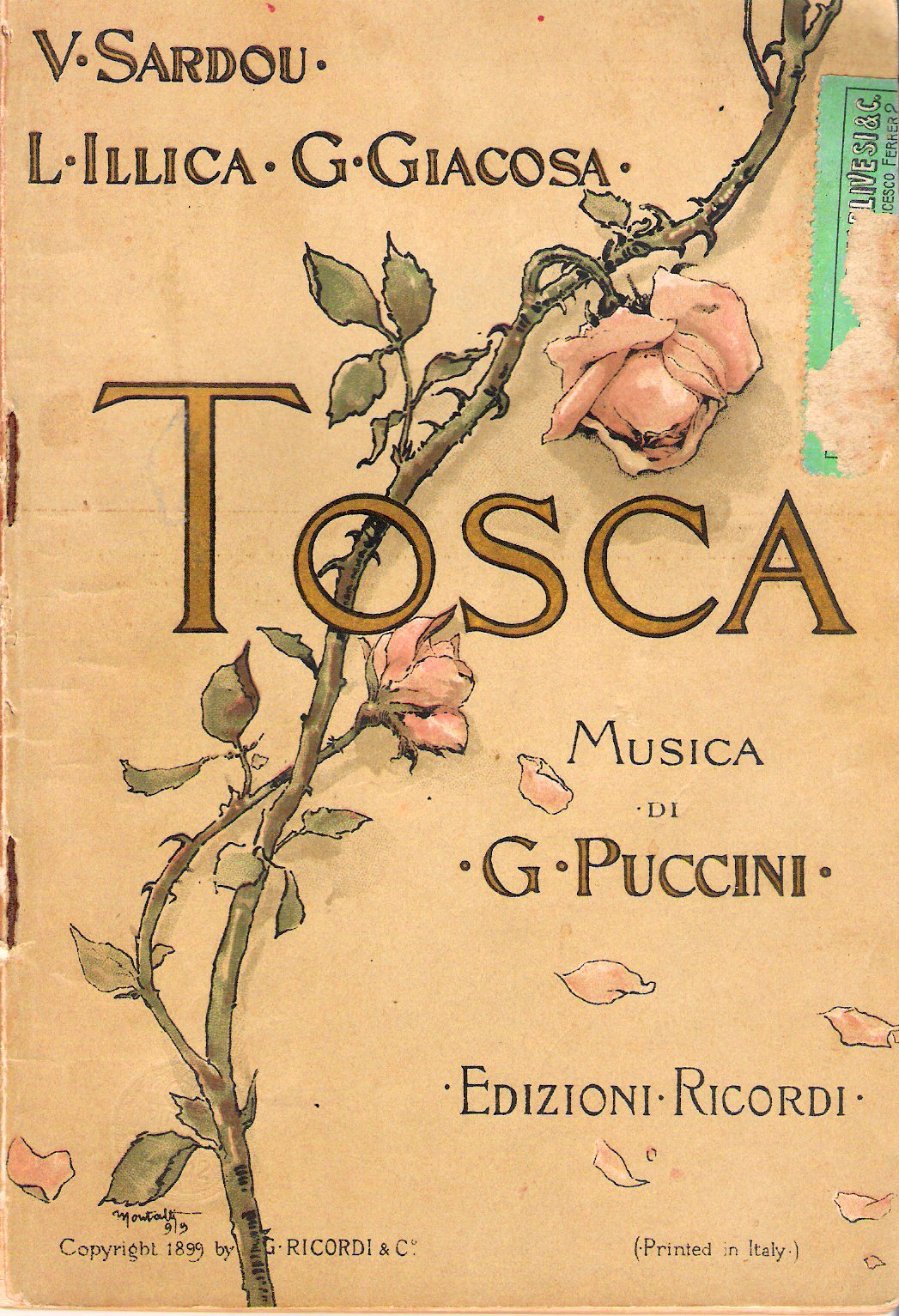
A Tosca librettója (1899)

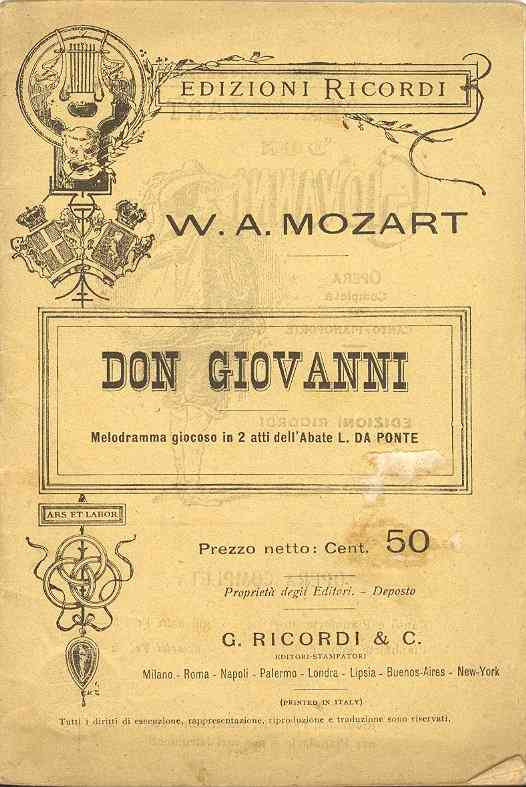
Lorenzo Da Ponte librettójának 1920-as kiadása Mozart Don Giovanni c. operájához

A librettó (olaszul: libretto = „könyvecske”) a zenés művek (például opera) szövegkönyvét jelenti. A 17. században kis könyv formájában adták ki, innen ered az elnevezése. A librettót író librettistának bizonyos szabályokat kell követnie, és ügyelnie kell az énekelhetőségre. Gyakran egy-egy szöveget a szerepekre, vagy éppen az előadóművészre szabták. A 19. századtól sok zeneszerző, például Richard Wagner vagy Leoncavallo maga írta művei szövegkönyvét.

## Híres librettisták
- Pietro Metastasio (1698–1782)
- Ranieri de’ Calzabigi (1724–1795): Gluck szövegkönyvírója
- Lorenzo Da Ponte (1749–1838): Mozart operáinak szövegkönyvét írta
- Arrigo Boito (1842–1918): Verdi Otellójának és Falstaffjának szövegkönyvírója
- Temistocle Solera (1815–1878): Verdi Nabucco, Oberto, A lombardok c. operáinak szövegkönyve fűződik a nevéhez
- Francesco Maria Piave (1810–1876): Verdi kilenc operájának szövegkönyve fűződik a nevéhez
- Hugo von Hofmannsthal (1874–1929): Richard Strauss librettistája
- Lengyel Menyhért (1880–1974): Bartók Béla szövegkönyvírója
- Balázs Béla (1884–1949): Bartók librettistája